# Retratação do agressor
A retratação do agressor, no direito penal brasileiro, é uma causa de extinção de punibilidade. Ocorre quando o agente se retrata antes da sentença penal condenatória, só possuindo aplicabilidade em processos que julgam os crimes de calúnia, difamação, falso testemunho e falsa perícia.